# True Beauty
True Beauty (Hangul: 여신강림; Yeosin-gangnim) is een Zuid-Koreaanse dramaserie die van 9 december 2020 tot 4 februari 2021 door tvN werd uitgezonden. In de hoofdrol speelden Moon Ga-young, Cha Eun-woo, Hwang In-youp en Park Yoo-na.
De serie bestaat uit 16 afleveringen van telkens één uur. 

## Rolverdeling
- Mun ka young - Lim Ju-kyung
- Cha Eun-woo - Lee Su-ho
- Hwang In-youp - Han Seo-jun
- Park Yoo-na - Kang Su-jin